# Гасымов, Рамиз Вагиф оглы
Рамиз Вагиф оглы Гасымов (азерб. Ramiz Vaqif oğlu Qasımov; 17 февраля 1975, Ждановский район, Азербайджанская ССР — 22 октября 2020, Баку, Азербайджан) — азербайджанский военный лётчик, полковник-лейтенант Военно-воздушных сил Азербайджана, участник боевых действий в Нагорном Карабахе в апреле 2016 года, Товузских боёв в июле 2020 года и Второй карабахской войны, Герой Отечественной войны (2020).

## Биография
Рамиз Вагиф оглы Гасымов родился 17 февраля 1975 года в Ждановском районе Азербайджанской ССР.
Полковник-лейтенант Гасымов летал на всех типах военных вертолётов, стоящих на вооружении ВВС Азербайджана. Ему был предоставлен допуск ко всем новым видам оружия. Рамиз Гасымов был и инструктором, и лётчиком-испытателем.
В апреле 2016 года принимал участие в боевых действиях в Нагорном Карабахе. В июле 2020 года Рамиз Гасымов принимал участие в боях между ВС Азербайджана и ВС Армении на линии фронта на участке государственной границы между Товузским районом Азербайджана и Тавушской областью Армении.
Будучи военным лётчиком, Рамиз Гасымов на боевом вертолёте Ми-17, оснащённом ракетами «Спайк», принимал участие во Второй Карабахской войне на Тертерском направлении. Участвовал в боевых действиях за установление контроля над сёлами Талыш и Мадагиз. 27 сентября, в день начала боёв, полковник-лейтенант Рамиз Гасымов одним из первых поднялся в воздух и наносил удары по ЗРК «Оса» и радиолокационным станциям П-19 противника. Ему удалось уничтожить 3 единицы техники противника и во время выведения из строя четвёртой его вертолёт был сбит. По словам пилота Ми-17 старшего лейтенанта Тюркая Гани, он слышал по рации, как Гасымов приказал двум членам экипажа «прыгайте». Позднее выяснилось, что они выжили, но получить информацию о Рамизе Гасымове не удавалось. Вскоре Рамиз Гасымов позвонил Тюркаю Гани и сказал: «Я в порядке, мое здоровье в норме, не волнуйтесь».
Сбитый вертолёт терпел крушение в направлении населённого пункта. Гасымову удалось направить вертолёт в не населённую местность и покинуть вертолёт в последний момент на малой высоте. Парашют Гасымова раскрылся, но, по словам жены пилота, во время прыжка с вертолёта он получил серьёзное ранение в руку и потерял много крови. Во время удара о землю Гасымов, по словам сражавшегося с ним в одном направлении капитана Джошгуна Рустамова, получил также тяжёлое ранение в голову. Гасымов в тяжёлом состоянии был доставлен в Бардинскую центральную больницу, но затем главврач больницы рекомендовал отправить его в Баку. Рамиз Гасымов пролежал в коме 25 дней и скончался 22 октября 2020 года.

## Личная жизнь
- Жена — Гюнель Гасымова[5];
  - Дочь — Гюлана Гасымова[5].
  - Дочь — Гюлай Гасымова[5].
  - Сын — Вагиф Гасымов[5];

## Награды
За годы военной службы Рамиз Гасымов был награждён медалями «За безупречную службу» всех степеней, медалью «Ветеран Вооружённых Сил Азербайджанской Республики», а также юбилейными медалями по случаю 10-летия, 90-летия, 95-летия Вооружённых сил Азербайджанской Республики и 100-летия азербайджанской армии. 
9 декабря 2020 года распоряжением президента Азербайджана Ильхама Алиева полковнику-лейтенанту Рамизу Вагиф оглы Гасымову «за особые заслуги в восстановлении территориальной целостности Азербайджанской Республики и образцы героизма, проявленные при выполнении боевого задания по уничтожению врага во время освобождения оккупированных территорий, а также за отвагу и мужество при выполнении обязанностей военной службы» было присвоено звание Герой Отечественной войны (посмертно).
15 декабря 2020 года распоряжением президента Азербайджана Ильхама Алиева полковник-лейтенант Рамиз Вагиф оглы Гасымов «за выполнение с честью своих обязанностей при исполнении задач, поставленных перед войсковой частью, во время участия в боевых действиях по обеспечению территориальной целостности Азербайджанской Республики» был награждён медалью «За Родину» (посмертно).